# Tour Logica
Tour Logica (znany także jako Tour Total) – wieżowiec w Paryżu, we Francji, w dzielnicy La Défense, o wysokości 117 m. Budynek został otwarty w 1971 roku, posiada 27 kondygnacji. W latach 2002–2003 został wyremontowany. 